# Gnamptogenys aterrima
Gnamptogenys aterrima is een mierensoort uit de onderfamilie van de Ectatomminae. De wetenschappelijke naam van de soort is voor het eerst geldig gepubliceerd in 1921 door Mann.